# Ella Young
Ella Young (* 26. Dezember 1867 in Fenagh, County Leitrim, Irland; † 1956 in Oceano, San Luis Obispo County, Kalifornien) war eine irische Autorin, Theosophin und Freiheitskämpferin.

## Leben und Wirken
Young wurde am 26. Dezember 1867 in Fenagh im Nordwesten Irlands geboren. 1871 zog die Familie nach Limerick im Südwesten der Insel. An der Royal University of Ireland in Dublin studierte Ella Young Volkswirtschaft, Geschichte und Jura. Dort kam sie um 1890 mit einer Reihe von Malern, Dichtern, Schauspielern und Schriftstellern der sogenannten Irischen Renaissance in Kontakt, darunter William Butler Yeats, George William Russell und Kenneth Morris. Wie diese trat sie der Dublin-Loge der Theosophischen Gesellschaft bei und wurde später Mitglied der Hermetic Society. Nach dem Studium wohnte sie im Westen Irlands sowie auf den Aran Islands, wo sie die frühe irische Geschichte und die Irische Sprache studierte.
1912 trat sie der republikanischen Partei Sinn Féin bei und war 1914 Mitbegründerin der paramilitärischen Cumann na mBan, des feministischen Ablegers der Irish Volunteers. Während des Irischen Unabhängigkeitskrieges schmuggelte sie Waffen und kämpfte im Irischen Bürgerkrieg auf Seiten der Republikaner. Deshalb wurde sie 1923 vom Irischen Freistaat bis 1925 inhaftiert. Nach ihrer Freilassung emigrierte sie in die USA, wo sie eine Dozentur an der University of California, Berkeley über Keltische Mythologie und Volkskunde erhalten hatte. Hier lehrte sie bis etwa 1935. Anfang der 1930er-Jahre erhielt sie die US-amerikanische Staatsbürgerschaft. Bis zu ihrem Tod 1956 lebte sie in Kalifornien.
Young verfasste eine Reihe von Werken zur irischen Mythologie, Fabeln und Kindergeschichten.

## Werke (Auswahl)
- To the little princess, an epistle. Johnck and Seeger, San Francisco 1930.
- The tangled-coated horse and other tales. Floris Books, Edinburgh 1991, ISBN 0863155170.
- Keltische Mythologie. Mellinger, Stuttgart 1996, ISBN 3-88069-181-9.
- Keltische Heldensagen. Mellinger, Stuttgart 1996, ISBN 3-88069-183-5.
- Celtic wonder tales and other stories. Floris Books, Edinburgh 2001, ISBN 086315350X.